# Горєв Микола Олексійович
Мико́ла Олексі́йович Го́рєв (листопад 1905, село Гричушна, тепер Юр'євецького району Івановської області, Російська Федерація — ?) — український радянський діяч, гірничий інженер, начальник об'єднання «Укрнафта». Лауреат Ленінської премії (1959). Депутат Верховної Ради УРСР 2—3-го скликань.

## Біографія
Народився в селянській родині. З чотирнадцяти років разом із батьком наймитував. Організував комсомольський осередок у селі Гричушна. Навчався на робітничому факультеті.
Член ВКП(б) з 1928 року.
У 1935 році закінчив Московський нафтовий інститут імені Губкіна.
З 1935 року працював старшим інженером розвідувальної партії з пошуку нафти на Забайкаллі та в районі гори Золотуха біля міста Ромни на Сумщині.
У 1939—1941 роках — старший інженер та партійний організатор ЦК ВКП(б) Роменського тресту «Укрнафтопромрозвідка». У 1941—1942 роках — старший інженер і начальник розвідки Ілшанської структури біля міста Саратова.
З 1942 року — в Червоній армії. Учасник німецько-радянської війни. Служив секретарем дивізійної партійної комісії політичного відділу 26-ї стрілецької дивізії 44-го стрілецького корпусу 22-ї армії, інспектором інспекторської групи Політичного управління Ленінградського фронту.
З 1946 року — головний інженер, керуючий Роменського тресту «Укрнафтопромрозвідка» Сумської області.
У 1952—1953 роках — начальник «Головнафтогеології» і член колегії Міністерства геології СРСР.
У 1953—1957 роках — начальник об'єднання «Укрнафта».
З червня 1957 до грудня 1964 року — начальник відділу нафтової і газової промисловості Державного планового комітету Ради міністрів Української РСР; начальник підвіділу — заступник начальника відділу (планування) паливної промисловості Державного планового комітету Ради міністрів Української РСР.
З грудня 1964 року — начальник відділу планування нафтової і газової промисловості Держплану Української РСР.
Потім — на пенсії.

## Звання
- капітан
- майор

## Нагороди
- орден Червоного Прапора (9.06.1945)
- орден Трудового Червоного Прапора (19.03.1959)
- орден Червоної Зірки (5.11.1944)
- лауреат Ленінської премії (1959) — за участь у відкритті і розвідці Шебелинського газового родовища в УРСР
- ордени
- медалі
- Почесна грамота Президії Верховної Ради Української РСР (.11.1965)